# Abbotsford House
Abbotsford – pałac w Szkocji.
Posiadłość wiejska Waltera Scotta w Szkocji. Rezydencja, zbudowana przez niego w stylu dawnych zamków rycerskich, należała w latach 20. XX w. do wnuczki poety. 
Wśród zbiorów znajduje się m.in. kolekcja militariów zawierająca przedmioty, które należały do Rob Roya. 